# Günter Meisner
Günter Meisner (Brema, 18 aprile 1926 – Berlino, 5 dicembre 1994) è stato un attore tedesco.

## Biografia
Nato a Brema, allora sotto la Repubblica di Weimar, iniziò la sua carriera di attore recitando a teatro nel 1948. Apparve in diverse serie tv e film tedeschi, inglesi e francesi, parlando fluentemente tutte e tre le lingue. Il suo ruolo più noto fu quello del signor Slugworth nel film Willy Wonka e la fabbrica di cioccolato (1971).
Morì a 68 anni per un malore provocato da insufficienza cardiaca, durante le riprese della serie televisiva poliziesca Tatort.

## Filmografia parziale
- Babette va alla guerra (Babette s'en va-t-en guerre), regia di Christian-Jaque (1959)
- S.O.S. York! (Das Totenschiff), regia di Georg Tressler (1959)
- Question 7, regia di Stuart Rosenberg (1961)
- Parigi brucia? (Paris brûle-t-il?), regia di René Clément (1966)
- Funerale a Berlino (Funeral in Berlin), regia di Guy Hamilton (1966)
- Il ponte di Remagen (The Bridge at Remagen), regia di John Guillermin (1969)
- Willy Wonka e la fabbrica di cioccolato (Willy Wonka & the Chocolate Factory), regia di Mel Stuart (1971)
- Dossier Odessa (The Odissea File), regia di Ronald Neame (1974)
- Operazione Siegfried (Inside Out), regia di Peter Duffell (1975)
- La nave dei dannati (Voyage of the Damned), regia di Stuart Rosenberg (1975)
- I ragazzi venuti dal Brasile (The Boys from Brazil), regia di Franklin J. Schaffner (1978)
- Avalanche Express, regia di Mark Robson (1979)
- Le sconfitte di un vincitore: Winston Churchill 1928-1939 (Winston Churchill: The Wilderness Years), regia di Ferdinand Fairfax (1981) - serie TV
- L'asso degli assi (L'As des as), regia di Gérard Oury (1982)
- Venti di guerra (The Winds od War), regia di Dan Curtis - miniserie TV (1983)

## Doppiatori italiani
Nelle versioni in italiano delle opere in cui ha recitato, Günter Meisner è stato doppiato da:
- Mario Mastria in Funerale a Berlino
- Massimo Foschi ne Il ponte di Remagen
- Giancarlo Maestri in Quiller Memorandum
- Gianfranco Bellini in Operazione Siegfried
- Diego Michelotti in La nave dei dannati
- Claudio De Davide in Willy Wonka e la fabbrica di cioccolato[1] (ridoppiaggio)